# シモーネ・イアコポーニ
シモーネ・イアコポーニ（Simone Iacoponi、1987年4月30日 - ）はイタリアのサッカー選手。ポジションはDF。

## 経歴
2014年冬にヴィルトゥス・エンテッラに移籍。2015年8月に怪我で離脱を余儀なくされた。さらには10月にも別の個所を負傷する。
2017年1月31日、パルマ・カルチョ1913に移籍した。同年のレガ・プロ優勝に貢献すると、翌シーズンにパルマはセリエBで2位につけたことで5シーズンぶりの1部復帰に貢献した。